# Hildegard von Bingen
Hildegard xứ Bingen (tiếng Đức: Hildegard von Bingen; tiếng Latinh: Hildegardis Bingensis; k. 1098 – 17 tháng 9 năm 1179 ), còn được gọi là Thánh Hildegard hay Nữ tiên tri sông Rhine, là một tu viện trưởng dòng Benedicti người Đức và  là nhà bác học đa tài trong nhiều lĩnh vực như văn học, triết học, tiên tri và y học thời Trung đại. Bà là một trong những nhà soạn nhạc thánh ca đơn âm nổi tiếng nhất, cũng như được thu âm nhiều nhất trong lịch sử hiện đại. Bà đã được nhiều người ở Châu Âu coi là người sáng lập ra ngành khoa học lịch sử tự nhiên ở Đức.
Tu viện nơi Hildegard tu hành đã bầu bà làm magistra (mẹ bề trên) vào năm 1136. Bà thành lập các tu viện Rupertsberg vào năm 1150 và Eibingen vào năm 1165. Hildegard là tác giả của một lượng lớn tác phẩm thần học, thực vật học và y học, cũng như thư từ, thánh ca và điệp khúc phụng vụ. Bên cạnh đó, bà còn sáng tác thơ và biên tập cuốn minh họa thếp vàng tác phẩm đầu tay của bà là Scivias. Hildegard là tác giả của nhiều bài thánh ca còn tồn tại cho đến nay hơn bất kỳ nhà soạn nhạc nào trong toàn bộ thời Trung cổ, và bà là một trong số ít nhà soạn nhạc sáng tác cả nhạc và ca từ. Một trong những tác phẩm của bà, Ordo Virtutum, là một trong những vở kịch phụng vụ đầu tiên và được cho là vở kịch đạo đức lâu đời nhất còn tồn tại. Bà cũng được ghi nhận là đã sáng tạo ra một thứ ngôn ngữ nhân tạo được gọi là Lingua Ignota.
Mặc dù quá trình phong thánh chính thức của bà rất phức tạp và mới chỉ diễn ra gần đây, nhưng từ lâu trong lịch phụng vụ nhà thờ Công giáo tại nhiều địa phương bà vẫn được coi là Thánh Hildegard trong suốt nhiều thế kỷ. Vào ngày 10 tháng 5 năm 2012, Giáo hoàng Benedict XVI đã công nhận Hildegard với nghi lễ "tương đương phong thánh" trên toàn thể Giáo hội Công giáo. Vào ngày 7 tháng 10 năm 2012, bà được tôn phong Tiến sĩ Hội Thánh và tôn vinh vì "đức thánh thiện trong đời sống và tính sáng tạo trong lời răn."

## Tiểu sử
Hildegard sinh khoảng năm 1098, chưa rõ thời gian chính xác. Cha mẹ bà là Mechtild xứ Merxheim-Nahet và Hildebert xứ Bermersheim, một gia đình quý tộc bậc thấp phụng sự cho Bá tước Meginhard xứ Sponheim. Tương truyền Hildegard vốn ốm yếu từ khi sinh ra, bà là người con thứ mười và là con út, mặc dù có ghi chép cho rằng trước bà chỉ có bảy người anh chị.
Trong tự thuật Vita của mình, Hildegard kể rằng bà đã có những linh cảm tâm linh và nhìn thấy khải tượng từ khi còn rất nhỏ. Có lẽ vì điều này, hoặc vì lý do củng cố địa vị chính trị, cha mẹ Hildegard đã đưa bà đến phụng sự ở tu viện dòng Benedicti ở Disibodenberg. Theo Vita, năm lên tám tuổi, bà cùng tuyên xưng với Sơ Jutta, con gái của Bá tước Stephan II của Sponheim và hơn Hildegard khoảng sáu tuổi. Tuy nhiên, Jutta được cho là vào nhà tu kín vào năm 1112, khi Hildegard mới mười bốn tuổi. Họ tuyên thệ trước Giám mục Otto của Bamberg vào Ngày Các Thánh năm 1112. Một số học giả suy đoán rằng Hildegard đã được Jutta chăm sóc từ năm 8 tuổi, và hai người sống bên nhau trong sáu năm sau đó.
Hildegard và Jutta sống cùng nhau tại Disibodenberg và hình thành nên một cộng đồng nữ giới gắn bó với tu viện. Jutta cũng là một thầy tiên tri nên đã thu hút rất nhiều tín đồ đến thăm viếng. Hildegard kể lại rằng Jutta đã dạy bà đọc và viết, nhưng chính Jutta cũng không được học hành nhiều nên không thể dạy Hildegard ngâm vịnh kinh thánh. Bản ghi chép về Cuộc đời Jutta cho thấy Hildegard có lẽ đã hỗ trợ bà đọc các bài thánh vịnh, làm vườn, các công việc thủ công và chăm sóc người bệnh. Đây có thể là khoảng thời gian Hildegard học cách chơi đàn psaltery mười dây. Một vị khách viếng thăm thường xuyên là Volmar có thể là người đã dạy Hildegard ký hiệu đàn psaltery. Đây có thể là khởi đầu cho sự nghiệp sáng tác âm nhạc sau này của Hildegard.
Sau cái chết của Jutta vào năm 1136, Hildegard được các nữ tu đồng môn nhất trí bầu làm chưởng giáo. Tu viện trưởng Kuno của Disibodenberg muốn Hildegard làm Mẹ bề trên, dưới quyền quản lý của ông. Tuy nhiên, bà đã xin Kuno cho phép cả cộng đồng nữ tu chuyển tới khu Rupertsberg cũ, mặc dù tồi tàn nhưng đổi lại họ sẽ được sống tự tại hơn ở đó. Khi bị từ chối, Hildegard đã thỉnh cầu vượt cấp lên Tổng Giám mục Henry I của Mainz và được chấp thuận. Tu viện trưởng Kuno vẫn không đồng ý, cho đến khi Hildegard mắc bệnh liệt giường, bà cho rằng Chúa đã trừng phạt bà vì bất tuân ý chúa khi không chuyển tới Rupertsberg. Tu viện trưởng không lay chuyển được Hildegard nên cuối cùng đã cho phép các nữ tu thành lập tu viện riêng. Hildegard và khoảng hai mươi nữ tu đã chuyển đến tu viện Thánh Rupertsberg vào năm 1150, nơi Volmar làm giám hộ, đồng thời là cha giải tội và kí lục của Hildegard. Năm 1165, Hildegard thành lập một tu viện thứ hai cho các nữ tu của mình tại Eibingen.
Trước khi Hildegard qua đời vào năm 1179, tu viện của bà có một vài mâu thuẫn với các giáo sĩ ở Mainz. Một người đàn ông bị rút phép thông công sau khi chết đã được chôn cất ở Rupertberg, vì thế các giáo sĩ muốn di dời thi thể ra khỏi đất thánh. Hildegard không chấp nhận vì cho rằng người chết đã được xá tội khi qua đời.

## Tác phẩm

### Âm nhạc
Trong những thập kỷ gần đây, mối quan tâm dành cho các nhân vật phụ nữ thuộc Giáo hội Công giáo thời trung cổ đã khiến cho âm nhạc của Hildegard được chú ý trở lại. Các tác phẩm còn tồn tại của bà bao gồm Bản nhạc Ordo Virtutum cùng với 69 bản nhạc đi kèm ca từ riêng, và ít nhất bốn bản khác nữa được biết đến tuy đã không còn giữ được ký hiệu âm nhạc. Điều này khiến Hildegard trở thành một trong những nhà soạn nhạc có khối lượng tác phẩm đồ sộ nhất thời Trung cổ.

### Bản thảo khoa học và y học

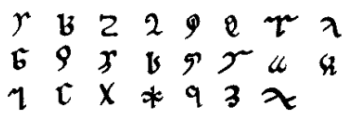
Bảng chữ cái của Hildegard von Bingen, Litterae ignotae, mà bà dùng trong mật ngữ Lingua Ignota

Các bản thảo khoa học và y học của Hildegard tuy cùng thể hiện quan điểm của bà về tự nhiên nhưng lại khác nhau ở trọng tâm và phạm vi. Các công trình này đều không xuất phát từ các trải nghiệm khải tượng của bà mà bắt nguồn từ kinh nghiệm chăm sóc vườn dược liệu và trông coi bệnh xá của tu viện, cũng như các kiến thức y học bà tiếp thu được từ sách vở tiếng La tinh trong thư viện. Từ các kỹ năng thực tế về chẩn đoán, tiên lượng và điều trị bệnh, bà kết hợp điều trị thân thể với phương pháp "chữa lành tinh thần". Bà trở nên nổi tiếng với khả năng chữa bệnh bằng cồn thuốc, thảo mộc và đá quý, đi theo một triết lý viện dẫn từ Sáng thế ký: tất cả mọi thứ được tạo ra trên thế giới đều là để cho con người sử dụng.

### Ngôn ngữ nhân tạo
Hildegard đã sáng tạo ra một bảng chữ cái thay thế, Litterae ignotae, cũng có thể coi như một loại mật ngữ. Ngôn ngữ nhân tạo của Hildegard bao gồm một loạt các từ vựng được phát minh mới tương ứng với một danh sách chiết trung khoảng 1000 danh từ. Barbara Newman cho rằng Hildegard tạo ra Lingua Ignota nhằm mục đích tăng cường tình đoàn kết trong cộng đồng nữ tu, trong khi Sarah Higley chỉ ra không có bằng chứng về việc Hildegard dạy mật ngữ cho các nữ tu. Bà cho rằng ngôn ngữ nhân tạo này được tạo ra không nhằm mục đích giữ bí mật mà là vì lý do tôn giáo.
Các văn bản và các sáng tác của Hildegard cho thấy sử dụng một dạng sửa đổi của tiếng Latinh trung đại, bao gồm nhiều từ được sáng tạo, ghép lại và rút gọn. Phần ca từ trong các ca khúc của bà cũng bao gồm nhiều từ ngữ được bà phát minh ra. Do đó, nhiều nhà ngôn ngữ học coi bà như một người đi trước thời đại ở thời trung cổ.

## Sức ảnh hưởng

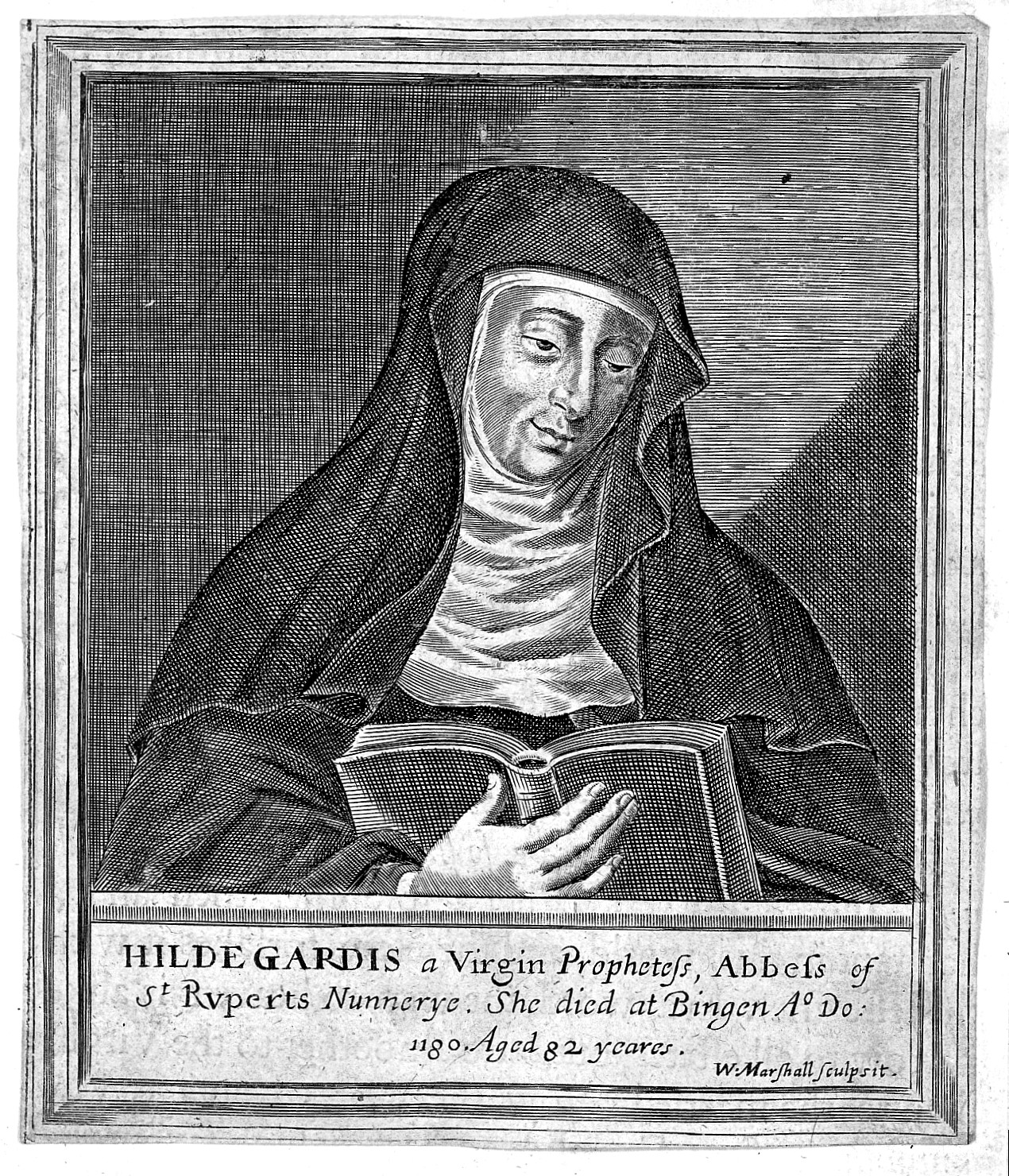
Hildegard von Bingen. Tranh khắc gỗ bởi W. Marshall

### Khi còn sống
Maddocks cho rằng tuy Hildegard được học tiếng Latinh đơn giản và các nguyên lý của đức tin Cơ đốc nhưng không được giáo dục bảy môn khai phóng, vốn là nền tảng giáo dục cơ bản thời Trung cổ, bao gồm ngữ pháp, phép biện chứng, hùng biện, số học, hình học, thiên văn học và âm nhạc. Tuy vậy, bà vẫn đóng góp vào nghệ thuật hùng biện Cơ đốc giáo châu Âu và "là nhà thần học tự phong" thông qua các nghệ thuật hùng biện thay thế. Hildegard đã sáng tạo ra cách diễn giải thần học của riêng bà. Bà cho rằng "có thể phụ nữ được tạo ra từ đàn ông, nhưng không có người đàn ông nào được tạo ra mà không từ phụ nữ."

### Tôn vinh
Hildegard là một trong những người đầu tiên được chính thức áp dụng quy trình phong thánh Công giáo, nhưng quá trình này kéo dài đến nỗi đã có bốn lần phong thánh không thành, và bà vẫn được duy trì ở mức độ phong chân phước. Mặc dù vậy, bà vẫn được xếp vào hàng các vị Tử đạo Công giáo vào cuối thế kỷ 16. Ngày lễ thánh của bà là ngày 17 tháng 9. Nhiều giáo hoàng đã nhắc đến Hildegard như một vị thánh, bao gồm cả Giáo hoàng John Paul II và Giáo hoàng Benedict XVI. Giáo xứ và nhà thờ hành hương của Hildegard ở Eibingen gần Rüdesheim là nơi chứa thánh tích của bà.
Vào ngày 10 tháng 5 năm 2012, Giáo hoàng Benedict XVI đã mở rộng kính lễ Thánh Hildegard cho toàn thể Giáo hội Công giáo, với một thủ tục được gọi là "phong thánh tương đương". Vào lễ Đức Mẹ Mân Côi ngày 7 tháng 10 năm 2012, Giáo hoàng đã tôn phong bà là Tiến sĩ Hội thánh. Ông nhắc tới Hildegard như người "có ảnh hưởng lâu đời" và là "một giáo viên thần học đích thực và một học giả uyên bác về khoa học tự nhiên và âm nhạc."
Hildegard cũng có tên trong lịch phụng vụ của các nhà thờ Anh giáo khác nhau, bao gồm cả Nhà thờ Anh.

### Mối quan tâm thời hiện đại

Đồng xu kỷ niệm 10 DM của Đức phát hành năm 1998, do Carl Vezerfi-Clemm thiết kế, nhân kỷ niệm 900 năm ngày sinh của Hildegard.

Từ cuối thế kỷ 20, Hildegard là đối tượng được các học giả nữ quyền đặc biệt quan tâm. Họ nhận thấy bà luôn coi mình là một thành viên của phái yếu và có xu hướng coi thường phụ nữ. Hildegard thường tự cho mình là một phụ nữ không có học thức, hoàn toàn không có khả năng chú giải Kinh thánh. Tuy nhiên, có thể điều này là có mục đích khiến những tuyên bố rằng tất cả các tác phẩm khoa học và âm nhạc của bà đều đến từ hiển linh trở nên đáng tin hơn, giúp bà được phép lên tiếng trong một thời đại và môi trường hạn chế đối với phụ nữ. Hildegard đã dùng tiếng nói của mình để lên án thể chế tham nhũng trong nhà thờ, đặc biệt là tệ mua bán chức sắc tôn giáo.
Hildegard cũng đã trở thành một nhân vật được tôn sùng trong phong trào Thời đại Mới đương đại, chủ yếu là vì quan điểm toàn diện và tự nhiên của bà về việc chữa bệnh, cũng như các quan điểm tâm linh thần bí. Mặc dù các bản thảo y học của bà đã bị lãng quên từ lâu và sau đó lại được nghiên cứu mà không xem xét đến bối cảnh, bà là nguồn cảm hứng cho cuốn Hildegard-Medicine của Tiến sĩ Gottfried Hertzka về các phương pháp chữa bệnh dân gian, và là tên của bà được đặt cho Hildegard Network của June Boyce-Tillman, một trung tâm chữa trị tập trung vào cách tiếp cận toàn diện để chăm sóc sức khỏe và kết nối những người quan tâm đến mối liên hệ giữa tâm linh, nghệ thuật và chữa lành. Danh tiếng của bà với tư cách là một tác giả và một thầy thuốc cũng được các nhà nữ quyền thời kỳ đầu sử dụng để đấu tranh cho quyền của phụ nữ được theo học tại các trường y khoa.
Tranh luận về Hildegard được hồi sinh trở lại từ năm 1924 khi nhà thần bí người Áo Rudolf Steiner thuyết giảng về một nữ tu trong mô tả của bà là tiền kiếp của nhà thơ-triết gia Nga Vladimir Soloviev, người nhìn thấy khải tượng thường được so sánh với Hildegard. Nhà ngụy biện Robert Powell chứng minh điều này qua chiêm tinh học thần bí. Các cộng đồng thần bí cho rằng hậu duệ của Hildegard bao gồm nghệ sĩ Carl Schroeder, từ giả thuyết của nhà xã hội học người Columbia Courtney Bender và được ủng hộ bởi những người theo thuyết tái sinh Walter Semkiw và Kevin Ryerson.

### Trong văn hóa đại chúng
Các bản thu âm và biểu diễn âm nhạc của Hildegard đã được giới phê bình khen ngợi và phổ biến kể từ năm 1979. Nhiều tác phẩm âm nhạc hiện đại có liên hệ trực tiếp với Hildegard và âm nhạc của bà như:
- Alois Albrecht: Hildegard von Bingen, kịch dựng từ lời và nhạc của Hildegard of Bingen, 1998.
- Cecilia McDowall: Alma Redemptoris Mater.
- Christopher Theofanidis: Rainbow Body, giao hưởng (2000)[60]
- David Lynch & Jocelyn Montgomery: Lux Vivens (Living Light): The Music of Hildegard Von Bingen, 1998
- Devendra Banhart: Für Hildegard von Bingen, đĩa đơn trong album Mala, 2013[61]
- Gordon Hamilton: The Trillion Souls quotes Hildegard's O Ignee Spiritus[62]
- Ludger Stühlmeyer: O splendidissima gemma. 2012. Độc tấu organ, lời của Hildegard of Bingen.[63]
- Peter Janssens: Hildegard von Bingen, nhạc kịch 10 cảnh, 1997
- Sofia Gubaidulina: Aus den Visionen der Hildegard von Bingen, độc tấu contra 1994
- Tilo Medek: Monatsbilder (nach Hildegard von Bingen), 12 bản mezzo-soprano, clarinet vàpiano, 1997
- Wolfgang Sauseng: De visione secunda song ca và bộ gõ, 2011

Trong không gian, tiểu hành tinh 898 Hildegard được theo tên bà.
Hildegard được thể hiện bởi Patricia Routledge trong bộ phim tài liệu của BBC Hildegard of Bingen (1994), bởi Ángela Molina trong Barbarossa (2009) và Barbara Sukowa trong phim Vision, do Margarethe von Trotta đạo diễn.
Hildegard là chủ đề của cuốn tiểu thuyết tiểu sử hư cấu năm 2012 Illumination của Mary Sharatt.
Chi thực vật Hildegardia được đặt theo tên bà vì những đóng góp của bà trong lĩnh vực thảo dược.
Hildegard xuất hiện trong The Baby-Sitters Club # 101: Claudia Kishi, The Middle School Drop-Out của Ann M. Martin, khi Anna Stevenson hóa trang thành Hildegard trong ngày Halloween.
Bộ phim tài liệu dài tập, The Unruly Mystic: Saint Hildegard, được thực hiện bởi đạo diễn người Mỹ Michael M. Conti vào năm 2014.
Vở nhạc kịch In the Green ở sân khấu Broadway do Grace McLean viết kịch bản tiếp nối câu chuyện của Hildegard.
Trong cuốn sách The Man Who Mistook His Wife for a Hat, nhà thần kinh học Oliver Sacks dành hẳn một chương về Hildegard và cho rằng các khải tượng bà nhìn thấy là phi thực tế.